# Nordische Skiweltmeisterschaften 2021/Nordische Kombination Frauen
Bei den Nordischen Skiweltmeisterschaften 2021 in Oberstdorf wurde erstmals in der Geschichte der Nordischen Skiweltmeisterschaften ein Wettbewerb in der Nordischen Kombination der Frauen ausgetragen. Dieser war ein Einzelwettbewerb in der Gundersen-Methode von der Normalschanze mit anschließendem Skilanglauf über fünf Kilometer und fand am Samstag, 27. Februar 2021, statt. Aufgrund der COVID-19-Pandemie waren keine Zuschauer zugelassen.
Erste Weltmeisterin der Geschichte in der Nordischen Kombination wurde die Norwegerin Gyda Westvold Hansen. Da sich ihre Landsfrauen Marte Leinan Lund auf dem Silber- und Mari Leinan Lund auf dem Bronzerang platzieren konnten, gab es in diesem Wettkampf einen norwegischen Dreifacherfolg.

## Hintergrund
Seit den Nordischen Skiweltmeisterschaften 1925 wurden in der Nordischen Kombination der Männer Wettbewerbe bei Nordischen Skiweltmeisterschaften ausgetragen. Vor den Weltmeisterschaften 2021 war die Sportart die letzte im Wintersport, in der es noch keine Weltmeisterschaften für Frauen gab. In den anderen Nordischen Skisportarten gab es im Skilanglauf und im Skispringen seit 1952 beziehungsweise seit 2009 Wettkämpfe der Frauen bei Weltmeisterschaften.
In der Saison 2020/21 wurde zum ersten Mal auch ein Wettbewerb der Frauen im Weltcup der Nordischen Kombination ausgetragen. Da vier weitere geplante Wettbewerbe wegen der COVID-19-Pandemie abgesagt werden mussten, blieb es bei diesem einen Weltcup-Wettkampf in diesem Winter. Die US-Amerikanerin Tara Geraghty-Moats wurde in Oberstdorf als Siegerin dieses Wettbewerbs mit der Kristallkugel für den Gesamtweltcupsieg ausgezeichnet.

## Medaillengewinnerinnen
| Wettbewerb              | Gold                 | Silber           | Bronze            |
| ----------------------- | -------------------- | ---------------- | ----------------- |
| Gundersen Normalschanze | Gyda Westvold Hansen | Mari Leinan Lund | Marte Leinan Lund |

## Wettbewerb
Nach dem Skispringen von der Normalschanze (Hillsize: 106 m; Konstruktionspunkt: 95 m) führte Mari Leinan Lund nach einem Schanzenrekord von 107 Metern vor ihrer Landsfrau Gyda Westvold Hansen und der früheren Skisprung-Weltmeisterin Svenja Würth, die allerdings im Skilanglauf nicht ausreichend konkurrenzfähig war, um mit der Weltspitze mithalten zu können. Die Russinnen Tschulpan Walijewa und Anastassija Gontscharowa wurden wegen nicht regelkonformer Sprunganzüge bei der Materialkontrolle disqualifiziert und konnten somit nicht am Langlauf teilnehmen.
Nach der Langlaufstrecke über fünf Kilometer gewann die Norwegerin Gyda Westvold Hansen die Goldmedaille und wurde damit erste Weltmeisterin in der Nordischen Kombination. Dahinter gewann Mari Leinan Lund vor ihrer jüngeren Schwester Marte Leinan Lund auf dem Bronzerang die Silbermedaille, nachdem die jüngere der Schwestern in der letzten Runde gestürzt war. Die beiden komplettierten somit einen norwegischen Dreifachsieg. Favoritin Tara Geraghty-Moats absolvierte die fünf Kilometer in 12:06,8 Minuten am schnellsten, kam nach einem schwachen Sprung aber nicht über den fünften Rang hinaus.

### Skispringen Normalschanze
Datum: Samstag, 27. Februar 2021, 10:00 Uhr
| Platz | Athletin                 | Nation                | Weite (m) | Punkte | Rückstand |
| ----- | ------------------------ | --------------------- | --------- | ------ | --------- |
| 01    | Mari Leinan Lund         | Norwegen              | 107,0     | 127,8  | —         |
| 02    | Gyda Westvold Hansen     | Norwegen              | 102,5     | 127,0  | + 0:03    |
| 03    | Svenja Würth             | Deutschland           | 101,5     | 121,9  | + 0:24    |
| 04    | Marte Leinan Lund        | Norwegen              | 101,0     | 121,7  | + 0:24    |
| 05    | Annika Sieff             | Italien               | 095,5     | 118,1  | + 0:39    |
| 06    | Anju Nakamura            | Japan                 | 096,5     | 115,4  | + 0:50    |
| 07    | Annalena Slamik          | Österreich            | 102,0     | 113,7  | + 0:56    |
| 08    | Stefanija Nadymowa       | Russischer Skiverband | 098,0     | 110,8  | + 1:08    |
| 09    | Daniela Dejori           | Italien               | 094,0     | 109,0  | + 1:15    |
| 10    | Ayane Miyazaki           | Japan                 | 098,5     | 108,8  | + 1:16    |
| 11    | Sigrun Kleinrath         | Österreich            | 094,0     | 108,7  | + 1:16    |
| 12    | Claudia Purker           | Österreich            | 094,0     | 104,7  | + 1:32    |
| 13    | Lisa Hirner              | Österreich            | 089,5     | 104,5  | + 1:33    |
| 14    | Mille Moen Flatla        | Norwegen              | 094,0     | 102,2  | + 1:42    |
| 15    | Yuna Kasai               | Japan                 | 093,5     | 100,6  | + 1:49    |
| 16    | Sana Azegami             | Japan                 | 093,0     | 100,0  | + 1:51    |
| 17    | Jenny Nowak              | Deutschland           | 090,5     | 098,4  | + 1:58    |
| 18    | Tara Geraghty-Moats      | Vereinigte Staaten    | 086,0     | 094,6  | + 2:13    |
| 18    | Cindy Haasch             | Deutschland           | 091,0     | 094,6  | + 2:13    |
| 20    | Maria Gerboth            | Deutschland           | 090,5     | 088,9  | + 2:36    |
| 21    | Ema Volavšek             | Slowenien             | 084,5     | 085,4  | + 2:50    |
| 22    | Léna Brocard             | Frankreich            | 088,0     | 084,5  | + 2:53    |
| 23    | Swetlana Gladikowa       | Russischer Skiverband | 085,5     | 081,9  | + 3:04    |
| 24    | Lena Prinoth             | Italien               | 083,0     | 077,2  | + 3:22    |
| 25    | Silva Verbič             | Slowenien             | 081,5     | 075,7  | + 3:28    |
| 26    | Annika Malacinski        | Vereinigte Staaten    | 081,5     | 075,3  | + 3:30    |
| 27    | Alexa Brabec             | Vereinigte Staaten    | 069,5     | 048,8  | + 5:16    |
| 28    | Tereza Koldovská         | Tschechien            | 068,0     | 042,6  | + 5:41    |
| 29    | Tess Arnone              | Vereinigte Staaten    | 061,0     | 031,2  | + 6:26    |
| DSQ   | Tschulpan Walijewa       | Russischer Skiverband | —         | —      | —         |
| DSQ   | Anastassija Gontscharowa | Russischer Skiverband | —         | —      | —         |

### 5 Kilometer Skilanglauf
Datum: Samstag, 27. Februar 2021, 15:30 Uhr
| Platz | Athletin                 | Nation                | Startzeit | Laufzeit | Gesamtzeit |
| ----- | ------------------------ | --------------------- | --------- | -------- | ---------- |
| 01    | Gyda Westvold Hansen     | Norwegen              | + 0:03    | 13:07,4  | 13:10,4    |
| 02    | Mari Leinan Lund         | Norwegen              | + 0:00    | 13:24,2  | + 0:13,8   |
| 03    | Marte Leinan Lund        | Norwegen              | + 0:24    | 13:15,2  | + 0:28,8   |
| 04    | Anju Nakamura            | Japan                 | + 0:50    | 13:00,3  | + 0:39,9   |
| 05    | Tara Geraghty-Moats      | Vereinigte Staaten    | + 2:13    | 12:06,8  | + 1:09,4   |
| 06    | Annika Sieff             | Italien               | + 0:39    | 13:41,1  | + 1:09,7   |
| 07    | Daniela Dejori           | Italien               | + 1:15    | 13:21,4  | + 1:26,0   |
| 08    | Lisa Hirner              | Österreich            | + 1:33    | 13:15,9  | + 1:38,5   |
| 09    | Sigrun Kleinrath         | Österreich            | + 1:16    | 13:33,9  | + 1:39,5   |
| 10    | Ayane Miyazaki           | Japan                 | + 1:16    | 13:38,0  | + 1:43,6   |
| 11    | Cindy Haasch             | Deutschland           | + 2:13    | 13:06,6  | + 2:09,2   |
| 12    | Sana Azegami             | Japan                 | +1:51     | 13:29,4  | + 2:10,0   |
| 13    | Stefanija Nadymowa       | Russischer Skiverband | + 1:08    | 14:14,6  | + 2:12,2   |
| 14    | Annalena Slamik          | Österreich            | + 0:56    | 14:32,4  | + 2:18,0   |
| 15    | Mille Moen Flatla        | Norwegen              | + 1:42    | 13:51,7  | + 2:23,3   |
| 16    | Yuna Kasai               | Japan                 | + 1:49    | 13:47,7  | + 2:26,3   |
| 17    | Svenja Würth             | Deutschland           | + 0:24    | 15:17,3  | + 2:30,9   |
| 18    | Jenny Nowak              | Deutschland           | + 1:58    | 14:00,9  | + 2:48,5   |
| 19    | Maria Gerboth            | Deutschland           | + 2:36    | 13:46,3  | + 3:11,9   |
| 20    | Ema Volavšek             | Slowenien             | + 2:50    | 13:42,4  | + 3:22,0   |
| 21    | Léna Brocard             | Frankreich            | + 2:53    | 13:49,1  | + 3:31,7   |
| 22    | Lena Prinoth             | Italien               | + 3:22    | 14:10,6  | + 4:22,2   |
| 23    | Annika Malacinski        | Vereinigte Staaten    | + 3:30    | 14:07,6  | + 4:27,2   |
| 24    | Swetlana Gladikowa       | Russischer Skiverband | + 3:04    | 14:39,6  | + 4:33,2   |
| 25    | Claudia Purker           | Österreich            | + 1:32    | 16:37,0  | + 4:58,6   |
| 26    | Alexa Brabec             | Vereinigte Staaten    | + 5:16    | 13:59,0  | + 6:04,6   |
| 27    | Tereza Koldovská         | Tschechien            | + 5:41    | 14:21,2  | + 6:51,8   |
| 28    | Tess Arnone              | Vereinigte Staaten    | + 6:26    | 14:15,6  | + 7:31,2   |
| DNF   | Silva Verbič             | Slowenien             | + 3:28    | —        | —          |
| DSQ   | Tschulpan Walijewa       | Russischer Skiverband | —         | —        | —          |
| DSQ   | Anastassija Gontscharowa | Russischer Skiverband | —         | —        | —          |